# Чемпионат Европы по академической гребле 1970
Чемпионат Европы по академической гребле 1970 прошёл с 20 по 23 августа на озере Эрег в городе Тата (Венгрия). Женские экипажи из 17 стран разыграли комплекты наград в 5 дисциплинах. Чемпионат Европы по академической гребле среди мужчин в 1970 году не проводился, в сентябре они соревновались на чемпионате мира в Сент-Катаринсе.

## Медалисты
| Дисциплина | Золото | Золото  | Серебро | Серебро | Бронза | Бронза  |
| ---------- | --- | ------- | --- | ------- | --- | ------- |
| W1x        | ГДР · Анита Кульке | 4:21,62 | Нидерланды · Ингрид Дюссельдорп | 4:24,80 | СССР · Геновайте Шидагите | 4:26,68 |
| W2x        | ГДР · Гизела Ягер · Рита Шмидт | 3:57,55 | СССР · Галина Суслина · Елизавета Кондрашина | 4:00,00 | Болгария · Миглена Тошева · Верка Алексиева | 4:01,00 |
| W4x+       | Румыния · Иоана Тудоран · Митана Ботез · Элисабета Лазэр · Иляна Немет · Штефания Борисов (р)                                                           | 3:46,16 | СССР · София Груцова · Татьяна Гомолко · Александра Бочарова · Антонина Марискина · Тамара Гронь (р)                                                                            | 3:47,22 | ГДР · Сабина Дене · Моника Миттенцвай · Мартина Вундерлих · Гунхильд Бланке · Кристине Карш (р)                                                                           | 3:52,73 |
| W4+        | СССР · Нина Быстрова · Лариса Соцкова · Нина Абрамова · Мария Ковалёва · Нина Фролова (р)                                                               | 3:57,03 | ГДР · Габриэле Граффундер · Ева-Мария Вальтер · Ютта Михель · Гизела Куш · Карин Баушке (р)                                                                                     | 3:59,48 | ФРГ Маргрет Дорендорф Барбара Кульмай Дорис Олак Хельга Флинч Бригитте Кисов (р)                                                                                          | 4:04,54 |
| W8+        | ГДР · Марита Берндт · Ренате Шлензиг · Розель Ниче · Габриэле Ротермунд · Криста Стак · Уте Мартен · Ренате Бёслер · Барбара Беренд · Гудрун Апельт (р) | 3:27,05 | СССР · Валентина Баклицкая · Людмила Решетняк · Тамара Данилина · Галина Литовец · Любовь Антонова · Клавдия Марудо · Наталья Жидовинова · Валентина Баринова · Алла Сычёва (р) | 3:27,53 | Румыния · Дойна Бэлаша · Марьоара Сынгьорзан · Дойна Бардаш · Вьорика Крецу · Теодора Унтару · Елена Некула · Екатерина Транчовяну · Вьорика Линкару · Мариана Найдин (р) | 3:35,93 |

## Командный зачёт
| Место | Страна     | Золото | Серебро | Бронза | Всего |
| ----- | ---------- | ------ | ------- | ------ | ----- |
| 1     | ГДР        | 3      | 1       | 1      | 5     |
| 2     | СССР       | 1      | 3       | 1      | 5     |
| 3     | Румыния    | 1      | 0       | 1      | 2     |
| 4     | Нидерланды | 0      | 1       | 0      | 1     |
| 5     | Болгария   | 0      | 0       | 1      | 1     |
| 5     | ФРГ        | 0      | 0       | 1      | 1     |
| Всего | Всего      | 5      | 5       | 5      | 15    |